# اوفشتاین
اوفشتاین (به آلمانی: Offstein) یک شهر در آلمان است که در آلزی-ورمز واقع شده‌است. اوفشتاین ۱٬۸۳۹ نفر جمعیت دارد.